# キャリア・コンサルタント
キャリアコンサルタント（国家資格）とは、学生・求職者・在職者等を対象に職業選択や能力開発に関する相談・助言を行う専門職である。2016年4月に職業能力開発促進法にキャリアコンサルタントが規定され、国家資格となる。
主な業務として、就職希望者や労働者等を対象に、職業の選択や、職業生活設計又は職業能力の開発及び向上に関する相談を行う。この相談業務・行為のことをキャリアコンサルティングという。
この資格を所得しない者は「キャリアコンサルタント」又は、これに類似した紛らわしい名称を用いることができない。
キャリアコンサルタントになるには後述の国家資格試験に合格（国家技能検定の合格も同試験の合格とみなされるほか、経過措置などの規定がある）の上、キャリアコンサルタント名簿に登録される必要がある

## 資格

### 資格創設の経緯
日本においては、2002年に厚生労働省が計画決定した「キャリア・コンサルタント5万人計画」がきっかけとなり、民間資格としての「キャリアコンサルタント」の資格講座や認定試験が開始された。「官民合同で5万人のキャリアコンサルタントを養成すること」を目標とし、独立行政法人雇用・能力開発機構が養成講座を最初に開始した。その後、人材派遣会社、コンサルティング会社、専門学校、カウンセラー養成講座を実施する各種団体などが、それぞれ厚生労働省の認可を受けて養成講座と認定試験を行うようになり、それらの資格の中から後述する標準レベルのキャリア・コンサルタントが生まれた。2016年4月にはキャリアコンサルタント国家資格が創設された。

### キャリアコンサルタント試験
キャリアコンサルタント試験は厚生労働大臣の登録を受けた法人（試験機関）が実施する。2024年現在では、特定非営利活動法人キャリアコンサルティング協議会と特定非営利活動法人日本キャリア開発協会の2機関が実施している。この試験はいわば「入り口レベル」の試験として、実務経験等のないものも、厚生労働大臣が認定する養成講習を修了することで受験資格を得ることができる。

### 標準レベルのキャリア・コンサルタント（経過措置）
2016年にキャリアコンサルタントが国家資格化される以前には、厚生労働省職業能力開発局長が指定したキャリア・コンサルタント能力評価試験を「キャリア・コンサルタント能力評価試験」と呼び、その合格者等を標準レベルのキャリア・コンサルタントと総称していた。

キャリアコンサルタント国家資格は、標準レベルのキャリア・コンサルタントと実質同程度のものとして2016年4月に創設されたため、標準レベルのキャリア・コンサルタントが、国家資格キャリアコンサルタントへと移行できる経過措置が設けられていた。この措置は2021年3月31日をもって終了となった。

### キャリアコンサルティング技能士
（詳細はキャリアコンサルティング技能士へ）
キャリアコンサルティング技能検定は
国家資格の創設以前の2008年に職業能力開発法に基づく技能検定の職種のひとつとして追加されたもので、キャリアコンサルティングの知識と技能の向上を図るものである。
キャリアコンサルティング技能士とは、国家検定であるキャリアコンサルティング技能検定に合格した者を言う。上述のキャリアコンサルタント試験が求める能力水準の上位に位置づけられ、1級は指導レベル、2級は熟練レベルとされる。また実務経験が受験要件とされる。
上述のように技能検定の合格者は、国家資格試験の合格者とみなされるため。キャリアコンサルタントとしての登録要件を満たす。

### ジョブ・カード作成アドバイザー（廃止）
上記のキャリアコンサルタントとは異なる制度における登録者として、かつて「登録キャリアコンサルタント」と呼ばれたものがあるが、すでに廃止されている。
ジョブ・カード制度の創設当初、ジョブ・カードの交付のための人材の量的不足から、その最低限の質を保ちつつこれを補うためにジョブ・カード講習が実施された。
この講習を修了した者を、以前は登録キャリアコンサルタントと呼んだ。また名称独占資格である現在の国家資格キャリアコンサルタントの創設前の2015年10月からは、ジョブ・カード作成アドバイザーと呼称するようになった。ジョブ・カード講習は2019年3月31日で終了しており、2024年3月31日までにジョブ・カード作成アドバイザー全員の登録証の有効期間が終了した。

## 活動

### 主な活動場所
キャリアコンサルタントの主たる活動領域は、大別すると以下の4つである。
- 地域（その他） 就職前段階の相談支援、生活環境支援および社会参加支援、メンタルヘルス面の配慮、職業的自立支援 （例）就労継続A・B型、就労移行支援、就労定着支援、自立支援、就労選択支援（令和7年10月開始）などの福祉領域

- 需給調整機関領域

公的職業紹介機関および付属施設・機関、およびそれに準ずる施設
（例）ハローワーク、ジョブカフェ、地域若者サポートステーション（ニート、ひきこもり、不登校者の支援が中心）など
- 教育機関領域

公共職業能力開発施設
（例）職業能力開発促進センター、職業能力開発校
学校
（例）中学校、高等学校、大学、大学院、専修学校（専門学校を含む）など、卒業後の進路に就職がある学校全般。
- 企業領域

一般企業、人材派遣会社、人材紹介会社、職業紹介会社、パーソナルキャリア支援会社 など